# Mustofa Abasimel
 (janvier 2023).
République fédérale démocratique d'Éthiopie
Mustofa Abasimel (Ge'ez : ሙስጦፋ አባሲመል) est un des 112 membres de la Chambre de la fédération éthiopienne. Il est un des 19 conseillers de l'État Oromia et représente le peuple Oromo.